# Werner Klemperer
Werner Klemperer, född 22 mars 1920 i Köln, död 6 december 2000 i New York, var en tyskfödd amerikansk skådespelare och sångare. Han är främst känd för rollen som överste Wilhelm Klink i situationskomedin Hogans hjältar. 
Som barn emigrerade Klemperer till USA, där han startade sin skådespelarkarriär på Broadway. Efter sin debutroll i filmen Flight to Hong Kong medverkade han i flera kända TV- och filmproduktioner, däribland Dom i Nürnberg, Alfred Hitchcock presenterar och Mannen från UNCLE. Klemperer gick i pension 1995 och avled fem år senare. Han var son till dirigenten Otto Klemperer samt syssling till författaren och professorn Victor Klemperer.

## Filmografi

### Film
| År   | Titel                              | Roll                    | Not         |
| ---- | ---------------------------------- | ----------------------- | ----------- |
| 1956 | Flight to Hong Kong                | Bendesh                 | Filmdebut   |
| 1956 | En djävulsk plan                   | Advokat Herbert Bauman  |             |
| 1956 | Fel man                            | Doktor Bannay           | Okrediterad |
| 1957 | Intrig i Istanbul                  | Paul Renkov             |             |
| 1957 | 5 Steps to Danger                  | Doktor Simmons          |             |
| 1957 | Kyss dom från mej                  | Löjtnant Walter Wallace |             |
| 1958 | Gudinnan                           | Joe Wilsey              |             |
| 1958 | Kärleken - ett dyrbart nöje        | Joseph Jessup           |             |
| 1958 | Dadda för tre                      | Harold Messner          |             |
| 1961 | Operation Eichmann                 | Adolf Eichmann          |             |
| 1961 | Dom i Nürnberg                     | Emil Hahn               |             |
| 1962 | Flykten från Östberlin             | Walter Brunner          | Rollsättare |
| 1965 | Dark Intruder                      | Professor Malaki        |             |
| 1965 | Narrskeppet                        | Löjtnant Huebner        |             |
| 1968 | The Wicked Dreams of Paula Schultz | Klaus                   |             |
| 1991 | The Cabinet of Dr. Ramirez         | Överviktig man          |             |
| 1992 | Queen Esther                       | Haman                   | Röst        |

### TV
| År        | Titel                                  | Roll                                               | Not         |
| --------- | -------------------------------------- | -------------------------------------------------- | ----------- |
| 1951–1952 | Goodyear Television Playhouse          | Olika biroller                                     | TV-debut    |
| 1952      | Shadow of the Cloak                    | -                                                  |             |
| 1953      | The Secret Files of Captain Video      | Meister                                            |             |
| 1952–1954 | The Philco Television Playhouse        | Leopold                                            |             |
| 1954      | The New Adventures of China Smith      | Malfi / Marouf                                     |             |
| 1955      | Studio 57                              | Dubrov                                             |             |
| 1955      | Crusader                               | Wilhelm Leichner                                   |             |
| 1955      | Climax!                                | -                                                  |             |
| 1955      | Secret File, U.S.A.                    | SS officer                                         |             |
| 1956      | Matinee Theatre                        | -                                                  |             |
| 1956–1959 | Alfred Hitchcock Presenterar           | Herr Ranks / Professor Klopka / Kapten Kriza       |             |
| 1957      | Navy Log                               | Ludwig                                             |             |
| 1957      | Whirlybirds                            | Carl                                               |             |
| 1957      | Wire Service                           | Krylov                                             |             |
| 1957      | General Electric Theater               | Herr Muller                                        |             |
| 1957      | M Squad                                | Heinrich Ronn                                      |             |
| 1957      | Maverick                               | Alex Jennings                                      |             |
| 1958      | Studio One in Hollywood                | Dorfmann                                           |             |
| 1958      | The Thin Man                           | Eric Stoner                                        |             |
| 1958      | Krutrök                                | Clifton Bunker                                     |             |
| 1958      | The Court of Last Resort               | Malone                                             |             |
| 1958      | The Silent Service                     | Prien                                              |             |
| 1959      | Behind Closed Doors                    | Slavko                                             |             |
| 1959      | Steve Canyon                           | Linz                                               |             |
| 1959      | Border Patrol                          | Ladislas Czerny                                    |             |
| 1959      | The Third Man                          | Holz Donner                                        |             |
| 1957–1959 | Playhouse 90                           | Emil Hahn / Jesse Eastland / Boris / Herr Kolosoff | Rollmontage |
| 1959      | One Step Beyond                        | Herr Bautmann                                      |             |
| 1958–1959 | How to Marry a Millionaire             | Tommy Russell / Hugo                               |             |
| 1958–1964 | Perry Mason                            | Polis inspektör Hurt / Ulric Zenas / Stefan Riker  |             |
| 1959      | Troubleshooters                        | -                                                  |             |
| 1960      | The Alaskans                           | Baron                                              |             |
| 1960      | Overland Trail                         | Arnold Braun                                       |             |
| 1960      | Goodyear Theatre                       | Överste Hanning                                    |             |
| 1960      | Alcoa Theatre                          | Överste Hanning                                    |             |
| 1960      | Prärie                                 | Kessel                                             |             |
| 1960      | Men Into Space                         | Major Kralenko                                     |             |
| 1960      | The Untouchables                       | Jan Tornek                                         |             |
| 1960      | Thriller                               | Herr Clark                                         |             |
| 1960      | The Case of the Dangerous Robin        | -                                                  |             |
| 1961      | Peter Loves Mary                       | Blake Barker                                       |             |
| 1961      | The Islanders                          | Michel Serati                                      |             |
| 1959–1961 | Have Gun – Will Travel                 | Leander Johnson / Etienne LaDoux                   |             |
| 1961      | King of Diamonds                       | Ubinov                                             |             |
| 1961      | Adventures in Paradise                 | Kuberli                                            |             |
| 1962      | Checkmate                              | Franz Leder                                        |             |
| 1962–1963 | G.E. True                              | K. H. Frank / Kapten                               |             |
| 1963      | The Lloyd Bridges Show                 | Gustavsen                                          |             |
| 1963      | 77 Sunset Strip                        | Schtiekel                                          |             |
| 1963      | The Dakotas                            | Överste Ernst von Bleist                           |             |
| 1963      | My Three Sons                          | Professor Engel                                    |             |
| 1963–1965 | Insight                                | Maximilian Kolbe / Karl Marx                       |             |
| 1964      | Youngblood Hawke                       | Herr Leffer                                        |             |
| 1964–1965 | Voyage to the Bottom of the Sea        | Hjärntvättare / Fredric Cregar / Doktor Gamma      |             |
| 1964–1965 | Mannen från UNCLE                      | Laslo Kurasov                                      |             |
| 1965      | Bob Hope Presents the Chrysler Theatre | Överste Wertha                                     |             |
| 1965–1971 | Hogans Hjältar                         | Överste Klink                                      |             |
| 1966      | Lost in Space                          | Bolix                                              |             |
| 1966      | Läderlappen                            | Överste Klink                                      | Cameoroll   |
| 1968      | Star Spangled Salesman                 | Chefs Chef                                         | Dokumentär  |
| 1969      | Rowan & Martin's Laugh-In              | Gästartist                                         |             |
| 1969      | Wake Me When the War Is Over           | Major Erich Mueller                                | TV-fim      |
| 1972      | Night Gallery                          | Ludwig Asper                                       |             |
| 1972      | The Doris Day Show                     | Jacques Moreau                                     |             |
| 1972      | Assignment: Munich                     | Inspektör Hoffman                                  | TV-film     |
| 1972      | Love, American Style                   | Harold Baxter                                      |             |
| 1973–1976 | McMillan & Wife                        | Van Doren / Doktor Ernest Bleeker                  |             |
| 1977      | The Rhinemann Exchange                 | Franz Altmuller                                    | Miniserie   |
| 1978      | Tabitha                                | Henry Hastings                                     |             |
| 1979      | Kärlek ombord                          | Herr Perkins                                       |             |
| 1981      | Vega$                                  | Siegfried Klaus                                    |             |
| 1981      | The Return of the Beverly Hillbillies  | C.D. Medford                                       | TV-film     |
| 1983      | Matt Houston                           | Felix Randolph                                     |             |
| 1986      | Bibelns äventyr                        | Haman                                              |             |
| 1986      | Mr. Sunshine                           | Dean                                               |             |
| 1988      | American Experience                    | Maximillian av Bayern                              | Dokumentär  |
| 1992      | I lagens namn                          | William Unger                                      |             |
| 1993      | Simpsons                               | Överste Klink                                      | Cameoroll   |

## Bildgalleri

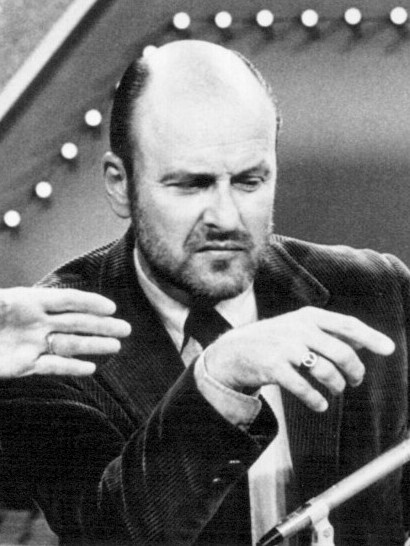
Klemperer som tävlande i frågesportprogrammet Password, den 28 juli 1971.
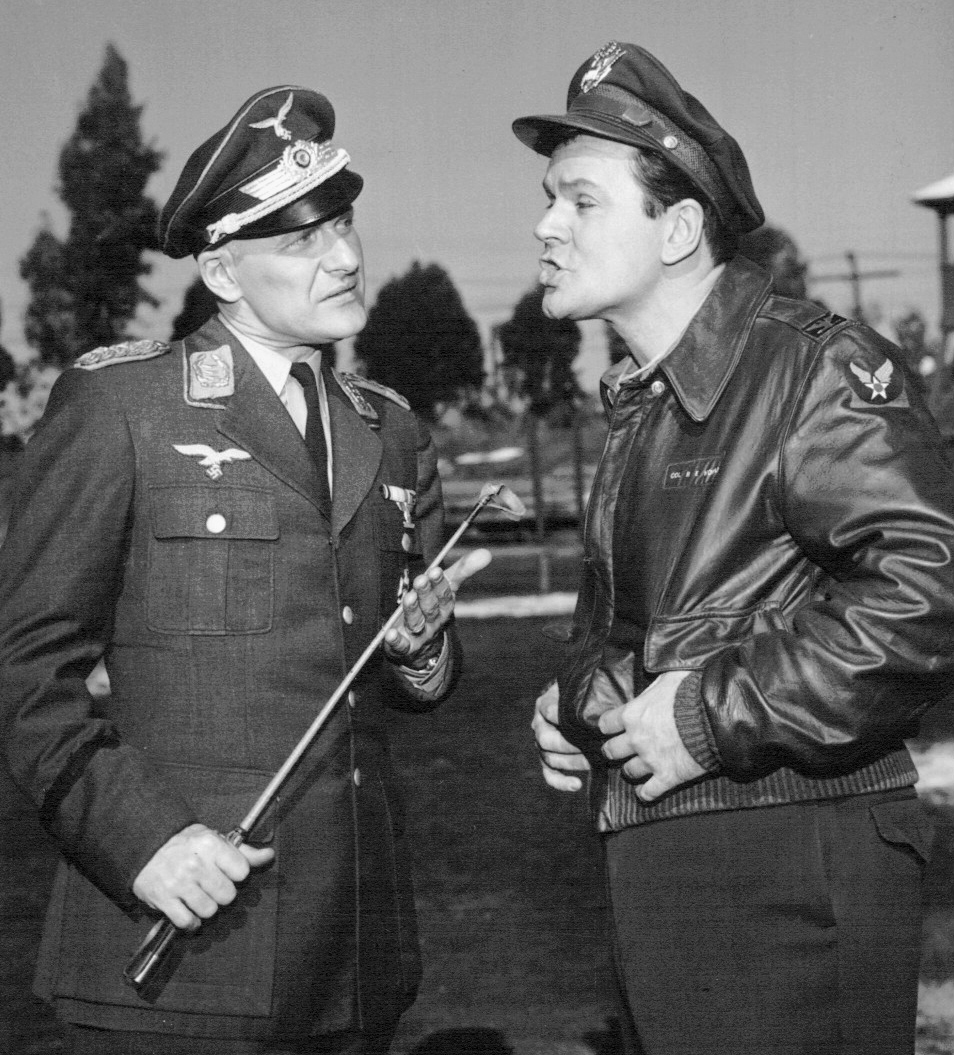
Klemperer och Bob Crane i Hogans Hjältar den 27 augusti 1965.
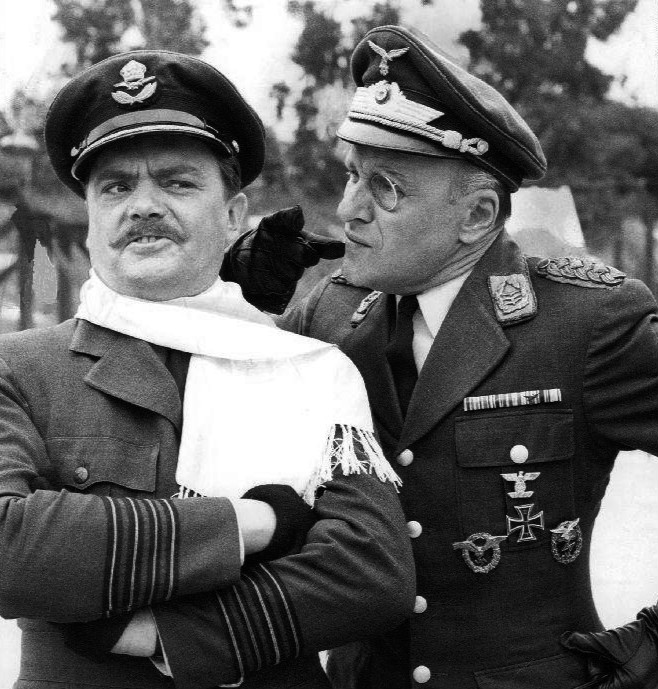
Werner Klemperer och Bernard Fox under inspelningen av Hogans hjältar den 28 september 1968.